# Böhm Károly (katolikus pap)
Böhm Károly (angolul) (Selmecbánya, 1853. június 13. – Cleveland, Ohio, USA, 1932. április 9.) amerikai magyar katolikus pap, plébános, misszionárius, az "amerikai magyar katolikusok apostola".

## Élete
Apja Böhm Károly, anyja Urbanszky Julianna. Hatan voltak testvérek, egyik huga apáca lett. Gimnáziumi tanulmányait
Selmecbányán végezte, majd, már mint kisszeminarista Esztergomban érettségizett. A  bécsi Pázmáneumban végezte teológiai tanulmányait, majd 1876. július 16-án szentelték pappá az Esztergomi Főegyházmegye szolgálatára. 1876–1882 között Márianosztrán káplán, 1882–1888 között Nagymodrón plébánoshelyettes, majd 1888–1892 között Márianosztrán plébános.   
Vaszary Kolos esztergomi érsek 1892-ben küldi az Amerikai Egyesült Államokba, ahol Clevelandban telepedik le, s 1892. december 11-én megalapítja a Clevelandi Szent Erzsébet Egyházközséget, mely az egyik első magyar római katolikus egyházközség volt az USA-ban. Az egyházközség alapítása mellett iskolát is alapít, mely vezetését 1893-ban orsolyita apácákra bízta, de a magyar nyelvet és a hittant maga oktatta. 1907-ben St. Louisba költözött, ahol missziós lelkészként tevékenykedett, 1923-ig, amikor is visszatér Clevelandbe, ahol plébános 1927. júliusáig, amikor is nyugdíjba vonul. 
1924-ben pápai prelátusnak nevezik ki, ettől kezdve megilleti a monsignore megszólítás. Nyugdíjasként továbbra is részt vesz a clevelandi egyházközség életében. Szervezője az Egyesült Magyar Társaságnak. 1925-ben a magyarság iránti jótékonyság terén kifejtett tevékenységért a Vörös Kereszt érdemkeresztjét kapta meg.
1932. április 9-én halt meg. A Calvary Cemetery-ben nyugszik Clevelandben, Ohio államban.

## Az amerikai magyarok apostola
Az egyik első magyar lelkészként érkezett az Egyesült Államokba, s az utána következők sokban követték az ő példáját. Alapgondolata, melyet többek is másoltak, az volt, hogy templom, iskola, újság. Éppen ezért Clevelandban felépíti a templomot, létrehozza az iskolát, majd  megalapította az első magyar nyelvű katolikus lapot (Szent Erzsébet Hírnöke, 1894. okt. 24-én, a lap 1901-től Magyarok Vasárnapja címen jelent meg, egészen 1993-ig). Egyik szervezője volt az Egyesült Magyar Társaságnak, amely először próbálta összefogni az amerikai magyarokat, s ezzel egy időben azok egyike volt, akik szorgalmazták, hogy Kossuth Lajosnak szobrot állítsanak, ez meg is történt 1904. szeptember 27-én, a University Circle-on, Clevelandben. Már életében az amerikai magyarok apostolának nevezték. Példáját követték többek között a  Szent István római katolikus magyar templom (New York), valamint a  Passaici Szent István római katolikus magyar templom építő lelkészei, akik mind a tanítványai voltak.